# Zasłużony Lekarz RFSRR

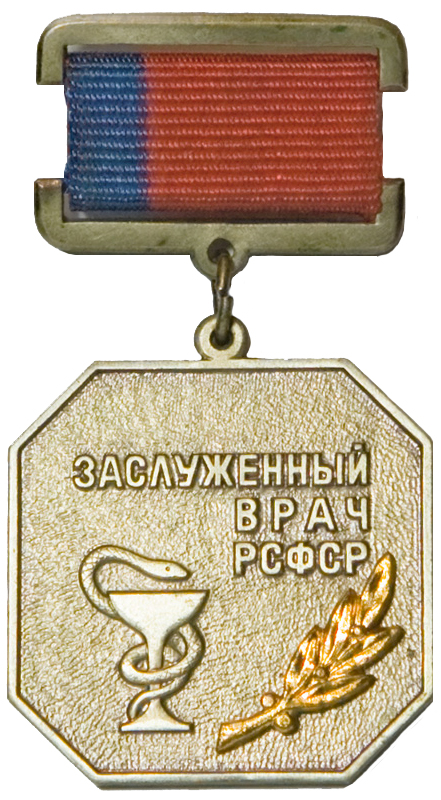
Odznaka Zasłużonego Lekarza RFSRR

Zasłużony Lekarz RFSRR (ros. Заслуженный врач РСФСР) – tytuł honorowy nadawany przez Prezydium Naczelnej Rady RFSRR (Президиум Верховного Совета РСФСР). Został uchwalony 11 stycznia 1940 roku. 